# Estesímbroto de Tasos
Estesímbroto de Tasos (en griego antiguo: Στησίμβροτος, Stesimbrotus; Tasos, c. 470 a. C. - Atenas, 420 a. C.) fue un sofista, logógrafo, rapsodo e historiador griego natural de la isla de Tasos, situada en la parte más septentrional del mar Egeo. 
Estesímbroto de Tasos escribió, entre otras cosas, un trabajo sobre Homero y un registro de los estadistas atenienses, con caracterizaciones bastante negativas hacia la parcela política que manejaban parte del ático político Temístocles, Tucídides y Pericles, de quien era opositor político. También dejó en legado una obra sobre la iniciación a los misterios, que se distinguía por su tono polémico.
Plutarco usó varios de los escritos dejados por Estesímbroto para documentarse en la elaboración de su Vidas paralelas para el episodio de Pericles, a quien comparaba con Quinto Fabio Máximo. En el mismo, Plutarco afirmó que la frialdad que mantenía Pericles con su hijo de Stesimbrotos en su Vida de Pericles, afirmando que la frialdad entre Pericles y su hijo, Jantipo de Atenas, se debió a que el padre intentó seducir a su nuera. El estudioso alemán Walter Burkert ha sugerido que Estesímbroto es el autor del papiro de Derveni.
Por su parte, el filólogo y helenista Ulrich von Wilamowitz-Moellendorff criticó fuertemente la obra de Estesímbroto, al que acusaba de ser un "periodista" de la época, habiendo desarrollado varios escritos contra los políticos atenienses con un lenguaje impopular y con expresiones "tendenciosas y difamatorias".
Fue maestro del poeta Antímaco.